# Greg Joly
Gregory James Joly (* 30. května 1954 v Rocky Mountain House, Alberta) je bývalý kanadský hokejový obránce.

## Hráčská kariéra
S juniorským hokejem začínal v týmu Regina Pats v WCJHL (dnes WHL). V týmu strávil tři sezóny (1971/74) a v roce 1974 pomohl k zisku Memorial Cupu a byl zvolen nejužitečnější hráč finálového zápasu. Tím zapůsobil v NHL kdy ho v roce 1974 draftoval tým Washington Capitals v 1. kole (celkově 1.) a téhož roku byl draftován ve WHA týmem Phoenix Roadrunners v 1. kole (celkově 1.).
Sezónu 1974/75 odešel hrát do NHL do Capitals a doufal, že si zahraje v týmu. Po několika odehraných zápasů si poranil rameno kdy musel vynechat pár zápasů a poté co se uzdravil si znovu poranil rameno. Po dvou sezónách v Capitals byl 30. listopadu 1976 vyměněn do týmu Detroit Red Wings za Bryana Watsona.
V období 1976/77 hrával častěji v týmu Red Wings kde odehrál 53 zápasů a na farmě ve Springfield Indians odehrál 23 zápasů. Od roku 1977 až do roku 1983 hrál solidní roli v Red Wings, ale někdy byl poslán do farmy v Adirondack Red Wings v AHL. V Adirondack zůstal další tři roky jako jeden z nejlepších obránců v lize, než do roku 1986 kdy ukončil kariéru. V Adirondack Red Wings vybojoval dva Calderova poháry.

## Zajímavosti
Byl historicky prvním draftovaným hráčem týmu Washington Capitals.

## Ocenění a úspěchy
- 1973 WCJHL - První All-Star Tým
- 1974 WCJHL - První All-Star Tým
- 1974 WCJHL - Stafford Smythe Memorial Trophy - (stal se prvním hráčem, který tuto trofej získal)
- 1984 AHL - Druhý All-Star Tým
- 1985 AHL - První All-Star Tým

## Prvenství
- Debut v NHL - 9. října 1974 (New York Rangers proti Washington Capitals)
- První asistence v NHL - 9. října 1974 (New York Rangers proti Washington Capitals)
- První gól v NHL - 3. listopadu 1974 (Washington Capitals proti Kansas City Scouts, kanadskému brankáři Peter McDuffe)

## Klubové statistiky
| Sezóna       | Klub                 | Soutěž       |     | Základní část | Základní část | Základní část | Základní část | Základní část |   | Play off | Play off | Play off | Play off | Play off |
| Sezóna       | Klub                 | Soutěž       | Z   | G             | A             | B             | TM            | Z             | G | A        | B        | TM       |          |          |
| 1971/1972    | Regina Pats          | WCJHL        | 67  | 6             | 38            | 44            | 41            | 15            | 0 | 3        | 3        | 10       |          |          |
| 1972/1973    | Regina Pats          | WCJHL        | 67  | 14            | 54            | 68            | 94            | 4             | 0 | 3        | 3        | 4        |          |          |
| 1973/1974    | Regina Pats          | WCJHL        | 67  | 21            | 71            | 92            | 103           | 16            | 7 | 13       | 20       | 8        |          |          |
| 1974/1975    | Washington Capitals  | NHL          | 44  | 1             | 7             | 8             | 44            | —             | — | —        | —        | —        |          |          |
| 1975/1976    | Washington Capitals  | NHL          | 54  | 8             | 17            | 25            | 28            | —             | — | —        | —        | —        |          |          |
| 1975/1976    | Richmond Robins      | AHL          | 3   | 3             | 2             | 5             | 4             | —             | — | —        | —        | —        |          |          |
| 1976/1977    | Detroit Red Wings    | NHL          | 53  | 1             | 11            | 12            | 14            | —             | — | —        | —        | —        |          |          |
| 1976/1977    | Springfield Indians  | AHL          | 22  | 0             | 8             | 8             | 16            | —             | — | —        | —        | —        |          |          |
| 1977/1978    | Detroit Red Wings    | NHL          | 79  | 7             | 20            | 27            | 73            | 5             | 0 | 0        | 0        | 8        |          |          |
| 1978/1979    | Detroit Red Wings    | NHL          | 20  | 0             | 4             | 4             | 6             | —             | — | —        | —        | —        |          |          |
| 1979/1980    | Detroit Red Wings    | NHL          | 59  | 3             | 10            | 13            | 45            | —             | — | —        | —        | —        |          |          |
| 1979/1980    | Adirondack Red Wings | AHL          | 8   | 3             | 3             | 6             | 10            | —             | — | —        | —        | —        |          |          |
| 1980/1981    | Detroit Red Wings    | NHL          | 17  | 0             | 2             | 2             | 10            | —             | — | —        | —        | —        |          |          |
| 1980/1981    | Adirondack Red Wings | AHL          | 62  | 3             | 34            | 37            | 158           | 17            | 4 | 12       | 16       | 38       |          |          |
| 1981/1982    | Detroit Red Wings    | NHL          | 37  | 1             | 5             | 6             | 30            | —             | — | —        | —        | —        |          |          |
| 1981/1982    | Adirondack Red Wings | AHL          | 36  | 3             | 22            | 25            | 59            | —             | — | —        | —        | —        |          |          |
| 1982/1983    | Detroit Red Wings    | NHL          | 2   | 0             | 0             | 0             | 0             | —             | — | —        | —        | —        |          |          |
| 1982/1983    | Adirondack Red Wings | AHL          | 71  | 8             | 40            | 48            | 118           | 6             | 1 | 0        | 1        | 0        |          |          |
| 1983/1984    | Adirondack Red Wings | AHL          | 78  | 10            | 33            | 43            | 133           | 7             | 0 | 1        | 1        | 19       |          |          |
| 1984/1985    | Adirondack Red Wings | AHL          | 76  | 9             | 40            | 49            | 111           | —             | — | —        | —        | —        |          |          |
| 1985/1986    | Adirondack Red Wings | AHL          | 65  | 0             | 22            | 22            | 68            | 16            | 0 | 4        | 4        | 38       |          |          |
| Celkem v NHL | Celkem v NHL         | Celkem v NHL | 365 | 21            | 76            | 97            | 250           | 5             | 0 | 0        | 0        | 8        |          |          |